# Tập đoàn Edeka
Tập đoàn Edeka là một tổ chức hoạt động theo kiểu HTX của các công ty trong ngành bán lẻ ở Đức. Tập đoàn bao gồm 'Edeka Zentrale AG & Co. KG' có trụ sở ở Hamburg và 7 công ty khu vực bán sĩ và các chi nhánh của họ, hợp thành 9 hợp tác xã của các siêu thị độc lập cũng như 'Netto Marken-Discount' (Netto).
Edeka Zentrale AG & Co. KG giữ cổ phiếu vốn lên tới 50 phần trăm tại bảy công ty khu vực, và cũng có đa số cổ phiếu tại chuỗi siêu thị giá rẻ Netto. Ngoài ra, Edeka Zentrale với chi nhánh Edeka Fruchtkontor tự nhập khẩu chủ yếu là trái cây và rau quả, có một cơ sở mua bán rượu vang riêng cũng như nhiều công ty dịch vụ khác nhau như nhà băng Edekabank AG hay nhà xuất bản Edeka.